# Professional'nyj Basketbol'nyj klub CSKA 2005-2006
Questa voce raccoglie le informazioni riguardanti il Professional'nyj Basketbol'nyj klub CSKA nelle competizioni ufficiali della stagione 2005-2006.

## Stagione
La stagione 2005-2006 del Professional'nyj Basketbol'nyj klub CSKA è la 15ª nel massimo campionato russo di pallacanestro, la Professional'naya basketbol'naya liga.

## Roster
Aggiornato al 12 luglio 2019
| CSKA Mosca 2005-06 | CSKA Mosca 2005-06 |
| Giocatori          | Staff tecnico      |
| ------------------ | ------------------ |

| N. | Naz.                                                        | Ruolo | Nome                  | Anno | Alt.   | Peso   |  |
| -- | ----------------------------------------------------------- | ----- | --------------------- | ---- | ------ | ------ |  |
| 4  | Grecia (bandiera)                                           | P     | Theodōros Papaloukas  | 1977 | 200 cm | 100 kg |  |
| 5  | Russia (bandiera)                                           | A     | Nikita Kurbanov       | 1986 | 202 cm | 99 kg  |  |
| 6  | Russia (bandiera)                                           | AG    | Sergej Panov (C)      | 1970 | 205 cm | 100 kg |  |
| 7  | Russia (bandiera)                                           | G     | Vasilij Zavoruev      | 1987 | 196 cm | 81 kg  |  |
| 8  | Slovenia (bandiera)                                         | AG    | Matjaž Smodiš         | 1979 | 205 cm | 115 kg |  |
| 9  | Stati Uniti (bandiera) · Isole Vergini Americane (bandiera) | AP    | David Vanterpool      | 1973 | 194 cm | 85 kg  |  |
| 10 | Stati Uniti (bandiera) · Russia (bandiera)                  | P     | J.R. Holden           | 1976 | 185 cm | 84 kg  |  |
| 11 | Russia (bandiera)                                           | G     | Zachar Pašutin        | 1974 | 196 cm | 92 kg  |  |
| 12 | Russia (bandiera)                                           | AP    | Vladimir Djačok       | 1980 | 204 cm | 104 kg |  |
| 13 | Australia (bandiera)                                        | C     | David Andersen        | 1980 | 212 cm | 113 kg |  |
| 14 | Russia (bandiera)                                           | C     | Aleksej Savrasenko    | 1979 | 215 cm | 120 kg |  |
| 15 | Russia (bandiera)                                           | C     | Anatolij Kaširov      | 1987 | 215 cm | 100 kg |  |
| 16 | Russia (bandiera)                                           | AG    | Nikita Šabalkin       | 1986 | 206 cm | 104 kg |  |
| 21 | Stati Uniti (bandiera)                                      | G     | Trajan Langdon        | 1976 | 192 cm | 95 kg  |  |
| 22 | Belgio (bandiera)                                           | C     | Tomas Van Den Spiegel | 1978 | 213 cm | 118 kg |  |

| Allenatore                                                                              |
| - Ettore Messina                                                                        |
| Assistente/i                                                                            |
| - Emanuele Molin - Evgenij Pašutin Legenda - (C) Capitano - (IN) Inattivo - Infortunato |

## Mercato

### Sessione estiva
| Acquisti | Acquisti           | Acquisti          | Acquisti      | Acquisti |
| R.a      | Nome               | da                | Modalità      |          |
| -------- | ------------------ | ----------------- | ------------- | -------- |
| AG       | Matjaž Smodiš      | Fortitudo Bologna | definitivo    |          |
| AP       | David Vanterpool   | Mens Sana Siena   | definitivo    |          |
| G        | Trajan Langdon     | Dinamo Mosca      | definitivo    |          |
| AP       | Vladimir Djačok    | Universitet-Jugra | definitivo    |          |
| AG       | Nikita Šabalkin    | VVS Samara        | definitivo    |          |
| C        | Aleksandr Bašminov | PAOK Salonicco    | fine prestito |          |

| Cessioni | Cessioni           | Cessioni            | Cessioni       | Cessioni |
| R.       | Nome               | a                   | Modalità       |          |
| -------- | ------------------ | ------------------- | -------------- | -------- |
| G        | Marcus Brown       | Málaga              | fine contratto |          |
| AC       | Dīmos Ntikoudīs    | Valencia            | fine contratto |          |
| AP       | Sergej Monja       | Portland T. Blazers | fine contratto |          |
| AG       | Martin Müürsepp    | UNICS Kazan'        | fine contratto |          |
| G        | Antonio Granger    | Efes Pilsen         | fine contratto |          |
| A        | Nikita Kurbanov    | Lokomotiv Kuban'    | prestito       |          |
| AG       | Jaroslav Korolëv   | L.A. Clippers       | fine contratto |          |
| C        | Aleksandr Bašminov | VVS Samara          | fine contratto |          |

### Dopo l'inizio della stagione
| Acquisti | Acquisti              | Acquisti         | Acquisti         | Acquisti      |
| R.       | Nome                  | da               | Data             | Modalità      |
| -------- | --------------------- | ---------------- | ---------------- | ------------- |
| A        | Nikita Kurbanov       | Lokomotiv Kuban' | 13 novembre 2005 | fine prestito |
| C        | Tomas Van Den Spiegel | Virtus Roma      | febbraio 2006    | definitivo    |

| Cessioni | Cessioni | Cessioni | Cessioni | Cessioni |
| R.       | Nome     | a        | Data     | Modalità |
| -------- | -------- | -------- | -------- | -------- |